# Jean-Baptiste Pigalle
Jean Baptiste Pigalle (ur. 1714 w Paryżu, zm. 1785 tamże) – francuski rzeźbiarz, aktywny głównie w Lyonie i Paryżu. Początkowo uczył się sztuki rzeźbiarskiej u Roberta Le Lorraina i Jeana B. II Le Moyne'a, następnie w latach 1736–1739 kontynuował studia w Rzymie. Po powrocie do Francji przez dwa lata działał w Lyonie, po czym przeniósł się na stałe do Paryża w 1741 roku. W 1744 roku został mianowany na członka Académie Royale de Peinture et de Sculpture. W 1750 roku rozpoczął trwający dziesięć lat okres pracy dla Madame Pompadour. W międzyczasie kontynuował karierę akademicką otrzymując kolejno w 1752 roku tytuł profesora, w 1774 sprawując funkcję rektora Akademii, zaś w 1785 roku kanclerza uczelni. Sztuka Pigalle’a ewoluowała od stylu rokokowego do wczesnoklasycystycznego, przy czym jego dzieła sztuki sepulkralnej do końca życia rzeźbiarza zachowały walory rzeźby barokowej. Pigalle poza rzeźbami o tematyce mitologicznej i religijnej tworzył także dzieła portretowe, alegoryczne i rodzajowe, zajmował się także rzeźbą pomnikową i nagrobną.

## Ważniejsze dzieła
- Madonna w kościele St-Sulpice w Paryżu
- Merkury przypinający skrzydełka (1748)
- Wenus
- Chłopiec z klatką (1750)
- Popiersie portretowe Pani de Pompadour
- Popiersie portretowe Diderota (1777)
- Pomnik Ludwika XV w Reims (1756–1765)
- Pomnik nagrobny Maurycego Saskiego w Katedrze w Strasburgu (1770, 1777)
- Pomnik nagrobny C. d’Harcourt w Katedrze Notre-Dame w Paryżu (1774)